# Рудь, Николай Михайлович
Николай Михайлович Рудь (1922—1978) — капитан Советской Армии, участник Великой Отечественной войны, Герой Советского Союза (1944).

## Биография
Николай Рудь родился 19 декабря 1922 года в городе Иман (ныне — Дальнереченск). Окончил десять классов школы. В августе 1940 года Рудь был призван на службу в Рабоче-крестьянскую Красную Армию. В 1941 году он окончил Чкаловскую военную авиационную школу лётчиков. С июня 1942 года — на фронтах Великой Отечественной войны.
К осени 1944 года лейтенант Николай Рудь был лётчиком 745-го бомбардировочного авиаполка 221-й бомбардировочной авиадивизии 6го смешанного авиакорпуса 16-й воздушной армии 1-го Белорусского фронта. За время войны он совершил более 200 боевых вылетов на бомбардировку скоплений боевой техники и живой силы противника, нанеся ему большие потери. В боях четыре раза был сбит.
Указом Президиума Верховного Совета СССР от 26 октября 1944 года за «мужество и героизм, проявленные в боях» лейтенант Николай Рудь был удостоен высокого звания Героя Советского Союза с вручением ордена Ленина и медали «Золотая Звезда» за номером 3107.
Участвовал в боях советско-японской войны. После её окончания продолжил службу в Советской Армии. В январе 1953 года в звании капитана Рудь был уволен в запас. Проживал в Москве. Скончался 16 октября 1978 года, похоронен на Ваганьковском кладбище Москвы.
Был также награждён орденами Красного Знамени, Отечественной войны 2-й степени и Красной Звезды, рядом медалей.